# Stříbrný potok (Vidnavka)
Der Stříbrný potok (deutsch Schwarze Schlippe bzw. Schlippwasser) ist ein linker Nebenfluss der Vidnavka (Schlippe) im Okres Jeseník in Tschechien.

## Lage und Verlauf
Der Bach entspringt nördlich des Dreigrenzpasses (Przełęcz u Trzech Granic) am Smrk (Fichtlich, 1127 m n.m.) im Reichensteiner Gebirge. In der Nähe befinden sich auch die Quellen der Flüsse Biała Lądecka, Staříč und Branná.
Auf seinem Oberlauf fließt der Stříbrný potok (Weißgrundbach) – anfänglich parallel zur Biała Lądecka – durch den tiefen bewaldeten Stříbrné údolí (Weißgrund), der westlich vom Klínový vrch (Großer Keil, 891 m n.m.) und der Kovadlina/Kowadło (Schmiedekoppe, 989 m n.m.) sowie östlich vom Stříbrný vrch (Silberberg, 907 m n.m.) und dem Velký hřbet (749 m n.m.) begrenzt wird, nach Norden. Seinen Namen erhielt der Grund von den hier früher betriebenen Silbergruben. Östlich des Sedlo Peklo (Höllensattel), über den einst ein Steig nach Bielendorf führte, bzw. südlich des Chlum (Fleischersteine, 776 m n.m.) nimmt der Stříbrný potok auf einem kurzen Abschnitt östliche Richtung. Anschließend bildet der Bach eine Klamm und stürzt in den Nýznerovské vodopády (Schlippengefälle) in mehreren Kaskaden über 14 m herab. Am Ende der Wasserfälle vereinigt sich der Stříbrný potok mit dem Bučínský potok (Schwarzgrundbach); ab diesem Abschnitt wurde der Bach früher Schwarze Schlippe oder Schlippenwasser genannt.
Erste Gebäude im oberen Schlippengrund sind die Hegerhäuser Kamenná und Na Samotě. Danach verlässt der Stříbrný potok das Reichensteiner Gebirge und erreicht die Žulovská pahorkatina (Friedeberger Hügelland), wo sich entlang des Baches das Dorf Nýznerov erstreckt. Hier weitet sich das Kerbtal immer mehr. Der Unterlauf führt westlich am Hadí vrch (Salberg, 422 m n.m.) vorbei nach Žulová, wo der Stříbrný potok nach 13,5 km am nördlichen Fuße des Burgberges in die Vidnavka mündet.
Im Jahre 1977 entstand das Projekt einer kleinen Talsperre oberhalb der Wasserfälle.

## Zuflüsse
- Peklo (Höllenbach) – linksseitig vom Sedlo Peklo
- Bučínský potok (Schwarzgrundbach) – rechtsseitig in den Wasserfällen
- Malá voda – rechtsseitig in Nýznerov
- Nýznerovský potok – rechtsseitig in Nýznerov